# نوال كامل
نوال كامل ممثلة لبنانية مسيحية بدات راقصة ثم اتجهت للتمثيل

## سيرتها
بدأت مسارها الفني راقصة فلكلورية، قبل أن تنتقل إلى التمثيل وأطلت على المشاهدين لأول مرّة في مسلسل “عريس العيلة الدايم” و “عاشق الدهب” تعاملت مع كبار الفنانين، من بينهم منصور الرحباني في مسرحية "صيف 840"

## مرضها
ذكرت نوال عن السبب الذي دفعها للغياب عن الساحة لمدة 4 سنوات حيث كانت تعاني من مشكلة في الغدة أدّت لاختلال نظام حياتها بالكامل.

## أعمالها

### مسلسلات[4]
- ع أمل 2024
- أنا 2021
- دور العمر 2021
- صالون زهرة 2021
- الحب جنون ج3 2020
- سر 2020
- لو ما التقينا 2020
- ما فيي ج2 2020
- بالقلب2019
- خمسة ونص 2019
- ثورة الفلاحين 2018
- جوليا 2018
- ومشيت 2018
- أول نظرة 2017
- مش أنا 2016
- زمن الشوك 2012
- مريانا 2012
- سارة 2009]]
- أوراق الزمن المر1997
- العاصفة تهب مرتين 1995
- ربيع الحب 1995
- قد أكون أنا

### افلام
- أيام اللولو 1986
- في مهب الريح 1985
- التلميذة1961
- نهاية حب 1995